# Flirting with Forty - L'amore quando meno te lo aspetti
Flirting with Forty - L'amore quando meno te lo aspetti (Flirting with Forty) è un film per la televisione del 2008 diretto da Mikael Salomon. Protagonista della pellicola è Heather Locklear.

## Trama
Jackie Laurens è una madre di due figli che ha da poco divorziato dal marito Daniel, il quale ha una nuova compagna molto più giovane di lui di nome Melinda. Per le vacanze di Natale, l'ex marito Daniel decide di portare i figli a trascorrere le vacanze in montagna insieme a Melinda, lasciando così Jackie a festeggiare il suo quarantesimo compleanno da sola. Per consolarla la sua migliore amica Kristine le regala una vacanza alle Hawaii con l'intento di accompagnarla, ma purtroppo all'ultimo momento deve rinunciare e Jackie decide di partire lo stesso da sola. Una volta arrivata alle Hawaii Jackie trascorre i primi giorni in totale relax fino a quando incontra Kyle Hamilton, un ventisettenne istruttore di surf. Subito scocca la scintilla e quella che era cominciata come una notte di passione si trasforma in amore, tanto che ad ogni occasione Jackie prende il primo volo disponibile per le Hawaii. La storia tra Jackie e Kyle non è ben vista da tutti, soprattutto dall'ex marito e dalle sue amiche, che la dissuadono a non continuare la relazione con un uomo così giovane. Col passare del tempo e con le continue pressioni delle amiche, insieme alla troppa distanza e alla troppa differenza di età, Jackie si convince che la sua relazione con Kyle non possa continuare e tutto ciò porta Jackie ad un passo dal rompere con Kyle. Il ragazzo, però, decide di non rinunciare, di insistere e di insegnarle come vivere e amare perché a quarant'anni non è troppo tardi.

## Accoglienza
È stato uno dei massimi ascolti del 2008 per l'emittente via cavo Lifetime che l'ha trasmesso per la prima volta quell'anno .